# 印第安萊克 (密蘇里州)
印第安萊克（英語：Indian Lake）是位於美國密蘇里州克勞福德縣的普查規定居民點。

## 人口
根據2020年美國人口普查的數據，印第安萊克的面積為4.96平方千米，當中陸地面積為3.72平方千米，而水域面積為1.24平方千米。當地共有人口689人，而人口密度為每平方千米138.91人。